# ریتا گلد
ریتا گلد (انگلیسی: Rita Gould؛ ‏ ۸ اوت ۱۸۹۰ – ۱۵ مارس ۱۹۸۱) بازیگر، خواننده و هنرمند وودویل اهل ایالات متحده آمریکا بود. او همچنین به خاطر لباس‌ها و کلاه‌هایی که می‌سازد، شهرت داشت و در سال‌های میانی زندگی‌اش یک بشارت‌دهنده و مبلغ دین مسیحی بود.

## زندگی‌نامه
او فعالیت هنری‌اش را ابتدا در دهه‌های ۱۹۱۰ و ۱۹۲۰ میلادی با اجرای تئاتر و وودویل در سرتاسر آمریکا آغاز کرد. در جریان جنگ جهانی اول او با انجمن مسیحی مردان جوان به فرانسه رفت تا نیروهای آمریکایی درگیر جنگ را سرگرم کند و بعد به همین کار را در بیمارستان‌ها و رویدادهای مربوط به جانبازان جنگ در آمریکا ادامه داد. او در حوالی ۴۰ سالگی خود به بازیگری سینما روی آورد و صدایش اغلب از رادیو شنیده می‌شد و حتی مجری یک برنامۀ رادیویی هم بود.
گولد به‌خاطر «لباس‌های خیره‌کننده‌اش» از جمله «مخملی به رنگ نارنگی» و دیگری «تافته قرمز و سفید شطرنجی» شهرت داشت. اجرای صحنه ای او در سال ۱۹۲۲ شامل ساختن کلاهی دستارمانند روی صحنه بود تا در حین آواز خواندن از آن استفاده کند. در سال ۱۹۴۰، زمانی که گولد در هالیوود زندگی می‌کرد، ساخت و فروش کلاه بی لبه زنانه قلاب‌دوزی‌شده با سبکی غیرمعمول را آغاز کرد که گاهی با ضمائم یک‌دست و هماهنگ با کلاه همراه بود.
از فیلم‌هایی که وی در آن‌ها نقش داشته‌است، می‌توان به هیچ‌چیز بجز دردسر اشاره نمود.